# Estoy aquí
Estoy aquí è un singolo della cantante colombiana Shakira, pubblicato nel 1996 come primo estratto dal terzo album in studio Pies descalzos.

## Descrizione
Il brano ha rappresentato il primo successo internazionale della cantante grazie anche al ritmo vivace che la rende perfettamente ballabile in discoteca.

## Tracce
Testi e musiche di Shakira Mebarak e Luis Fernando Ochoa, eccetto dove indicato.
7" (Messico)
- Lato A

1. Estoy aquí

- Lato B

1. Dónde estás corazón

12" – The Remixes (Colombia, Spagna)
- Lato A

1. Estoy aquí (The Love & House Mix) – 8:30
2. Estoy aquí (The Love & House Radio Edit) – 5:23
3. Estoy aquí (Extended Club Mix) – 9:32

- Lato B

1. Estoy aquí (The Radio Edit) – 4:48
2. Estoy aquí (Meme's Timbalero Dub) – 6:06
3. Estoy aquí (The Love & Tears Mix) – 5:05

CD (Francia)
1. Estoy aquí (Album Version) – 3:48
2. Te espero sentada – 3:13 (Shakira Mebarak)

## Classifiche
| Classifica (1996)           | Posizione raggiunta |
| --------------------------- | ------------------- |
| Bolivia                     | 3                   |
| Messico                     | 2                   |
| Perù                        | 1                   |
| Spagna                      | 5                   |
| Stati Uniti Hot Latin Songs | 2                   |